# 万云国
万云国（1990年—），男，中国国际象棋棋手，国际象棋特级大师。